# Пролетарий (Краснодарский край)
Пролета́рий — посёлок в Абинском районе Краснодарского края России. Входит в состав Абинского городского поселения.

## География
Посёлок расположен в южной части Приазово-Кубанской равнины в 10 км на восток от Абинска.

## Население
| 2002 | 2010 |
| ---- | ---- |
| 353  | ↗368 |

## Улицы
| - ул. Садовая, - ул. Центральная, | - ул. Школьная, - ул, Юбилейная. |